# Bockscar

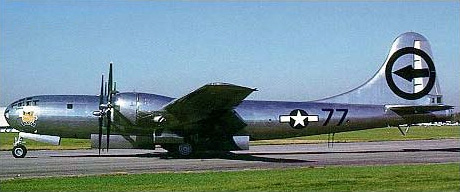
Die Bockscar als Exponat im USAF-Museum auf der Wright-Patterson AFB in Dayton

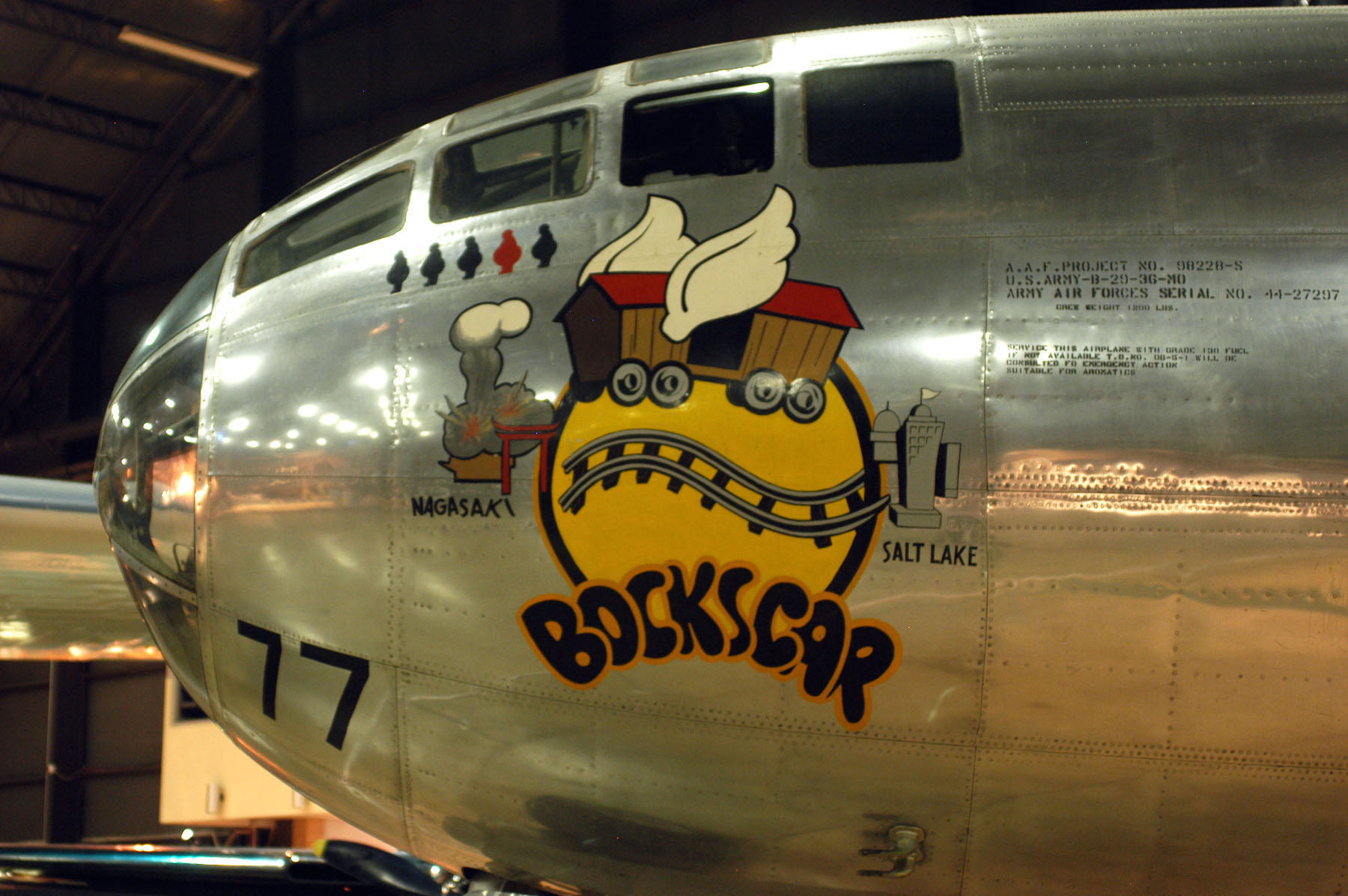
Cockpit-Bereich der Bockscar mit der nach dem Atombomben-Abwurf entstandenen Nose art

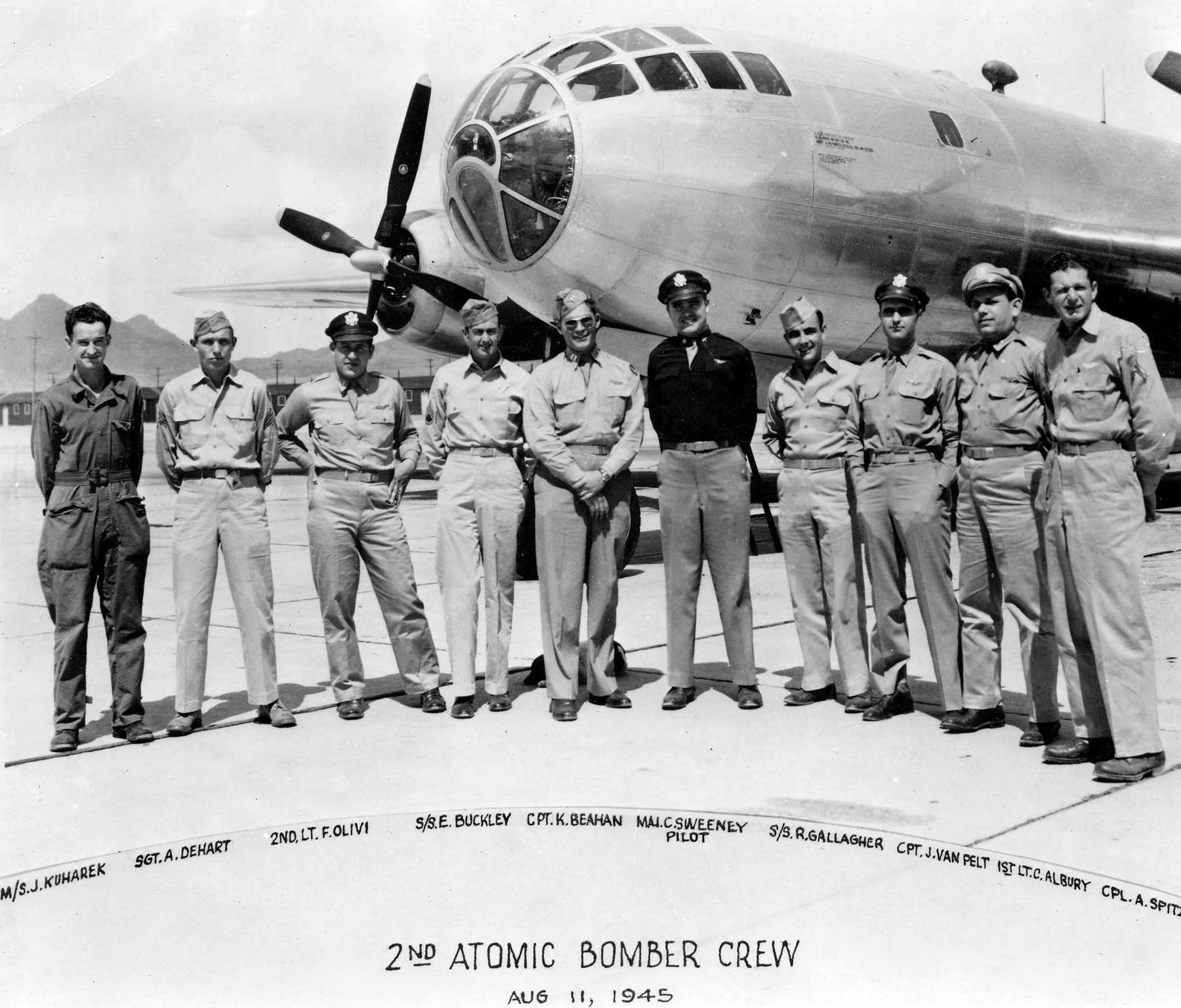
Besatzung der Bockscar beim Angriff auf Nagasaki

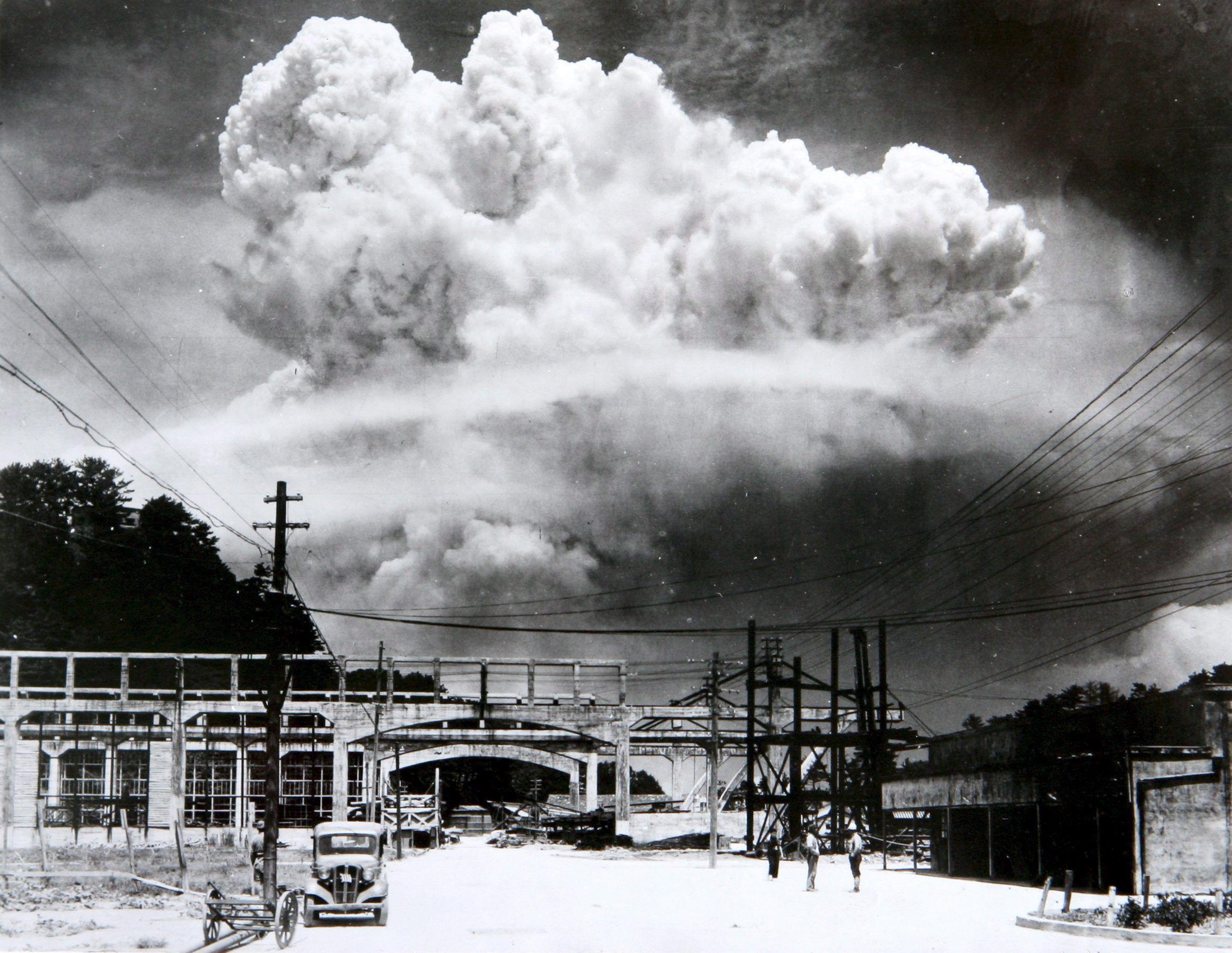
Der sich entwickelnde Atompilz von einem Randbezirk aus fotografiert (Foto: Hiromichi Matsuda)

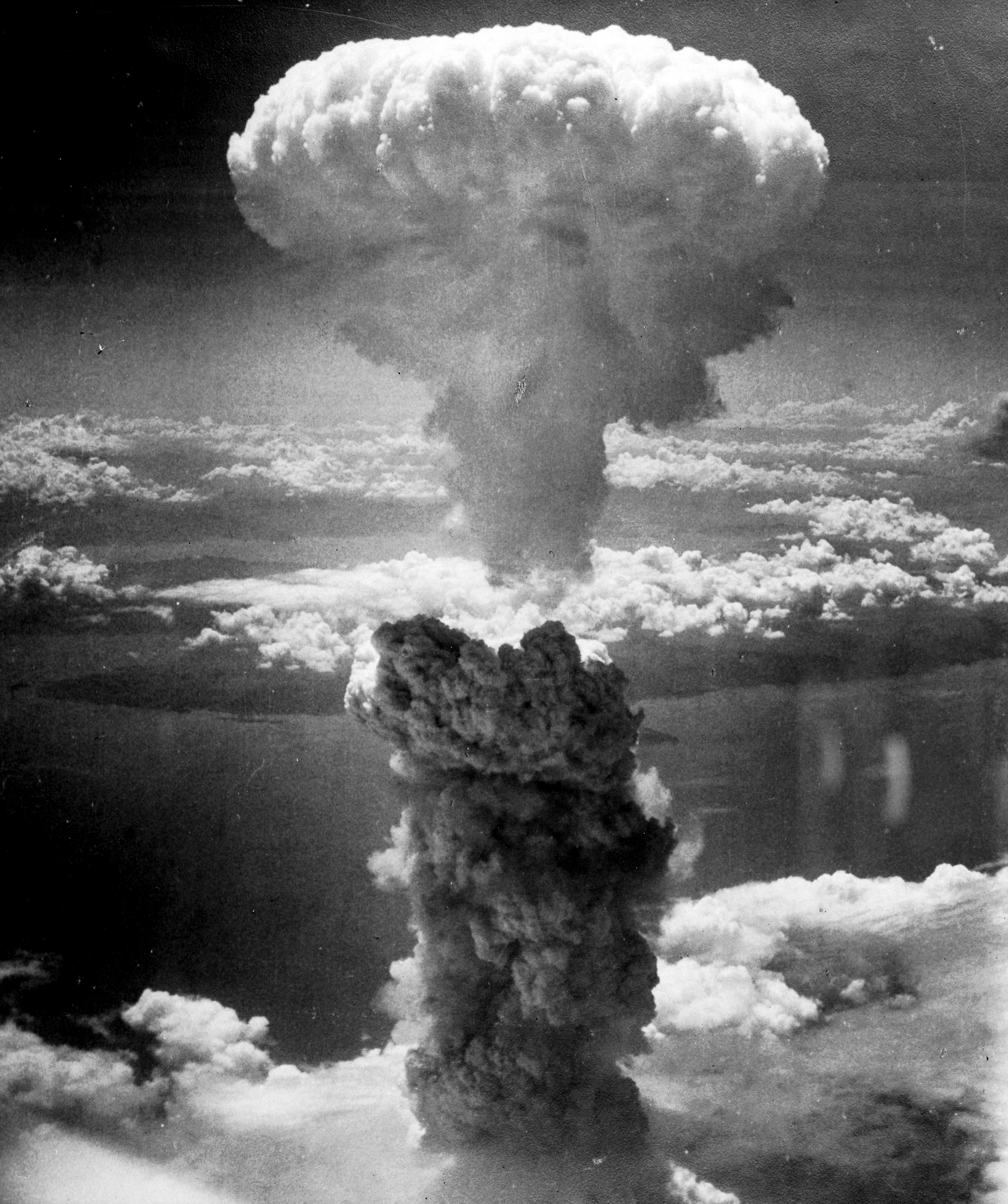
Explosion der „Fat Man“-Bombe, die von der Bockscar abgeworfen wurde

Bockscar (oder Bock’s Car, benannt nach ihrem ersten Piloten auf der Marianeninsel Tinian, Frederick C. Bock in Anspielung auf den englischen Begriff Boxcar für einen geschlossenen Eisenbahngüterwagen) war ein B-29-Bomber der  509th Composite Group der United States Army Air Forces, der die zweite US-Atombombe („Fat Man“), die je in einem Konflikt eingesetzt wurde, am 9. August 1945 über der japanischen Stadt Nagasaki abwarf (→ Atombombenabwürfe auf Hiroshima und Nagasaki).
Die Bockscar wurde dabei nicht von ihrer Stammbesatzung, sondern von der Besatzung des B-29-Bombers The Great Artiste geflogen. Die Besatzung wurde in letzter Minute vor dem Abflug getauscht, da die The Great Artiste noch mit den wissenschaftlichen Geräten aus der vorherigen Mission über Hiroshima mit der Enola Gay ausgerüstet war und man keinen Umbau vornehmen wollte. Also flog die Besatzung der Bockscar die The Great Artiste, um die Messungen durchzuführen, und die der The Great Artiste die Bockscar, um Fat Man abzuwerfen. Die Maschine mit der Seriennummer 44-27297 wurde im Werk der Glenn L. Martin Company auf Offutt Field bei Bellevue (Nebraska) gebaut und dort mit einer speziellen Aufhängung für das vergleichsweise hohe Gewicht (rund 5,4 t) der Atombombe ausgerüstet.
Das primäre Ziel Kokura war mit Wolken bedeckt, so dass sich Charles Sweeney, Kommandant der Bockscar, dafür entschied, das sekundäre Ziel Nagasaki anzugreifen. Die Bombe sollte über den Schiffswerften abgeworfen werden, wurde jedoch etwa zwei Kilometer weiter über der Mitsubishi-Waffenfabrik abgeworfen. Sie explodierte in einem Tal, so dass die umliegenden Berge die Auswirkungen auf die Umgebung der Stadt dämpften.
Die Bockscar ist im USAF-Museum auf der Wright-Patterson AFB in Dayton, Ohio ausgestellt. Sie trägt dort die Markierungen der 509th Composite Group (Pfeilspitze nach vorne), der Bombergruppe, der alle „Atombomber“ zugeteilt waren. Während ihres Kriegseinsatzes waren zur Verschleierung der tatsächlichen Verbandszugehörigkeit die Markierungen der 444th Bombardment Group (N im Dreieck) aufgebracht.

## Besatzung der Bockscar beim Einsatz von Nagasaki
| Major Charles Sweeney           | Pilot                                 |
| First Lieutenant Charles Albury | Copilot                               |
| Captain James Van Pelt, Jr.     | Navigator                             |
| Captain Kermit Beahan           | Bombenschütze                         |
| Lieutenant Jacob Beser          | Bedienung des Radarentfernungsmessers |
| Staff Sergeant Ed Buckly        | Bedienung des Radarentfernungsmessers |
| Sergeant Abe Spitzer            | Bedienung des Radarentfernungsmessers |
| Master Sergeant John Kuharek    | Flugingenieur                         |
| Sergeant Raymond Gallagher      | Assistent des Flugingenieurs          |
| Staff Sergeant Albert Dehart    | Heckschütze                           |
| Commander Frederick Ashworth    | Waffenoffizier                        |
| 2nd Lieutenant Fred Olivi       | Dritter Pilot                         |